# SAP List Viewer
SAP List Viewer (ALV - ABAP List Viewer or Advanced List Viewer) ist ein Oberflächenelement der SAP, mit dem Daten aus einer Datenbanktabelle in Anwendungen angezeigt werden können. 
Mit den standardmäßig angebotenen Funktionen kann der Benutzer die angezeigten Tabellendaten sortieren, filtern und summieren. Weiterhin können Felder ein- oder ausgeblendet und die Feldreihenfolge angepasst werden. Die so erstellten Ansichten können als Layout abgespeichert und wiederverwendet werden. Die erzeugten Listen können in Word- oder Excel-Formaten heruntergeladen werden. 
Es werden folgenden ALV-Typen unterschieden:
- die einfache, zweidimensionale Tabelle
- die hierarchisch-sequenzielle Liste
- die Baumstruktur

Der SAP List Viewer hieß vor der Einführung des R/3 Release 4.6C ABAP List Viewer.